# Psychomyia lii
Psychomyia lii är en nattsländeart som beskrevs av Schmid 1997. Psychomyia lii ingår i släktet Psychomyia och familjen tunnelnattsländor. Inga underarter finns listade i Catalogue of Life.